# Kaiserkeller

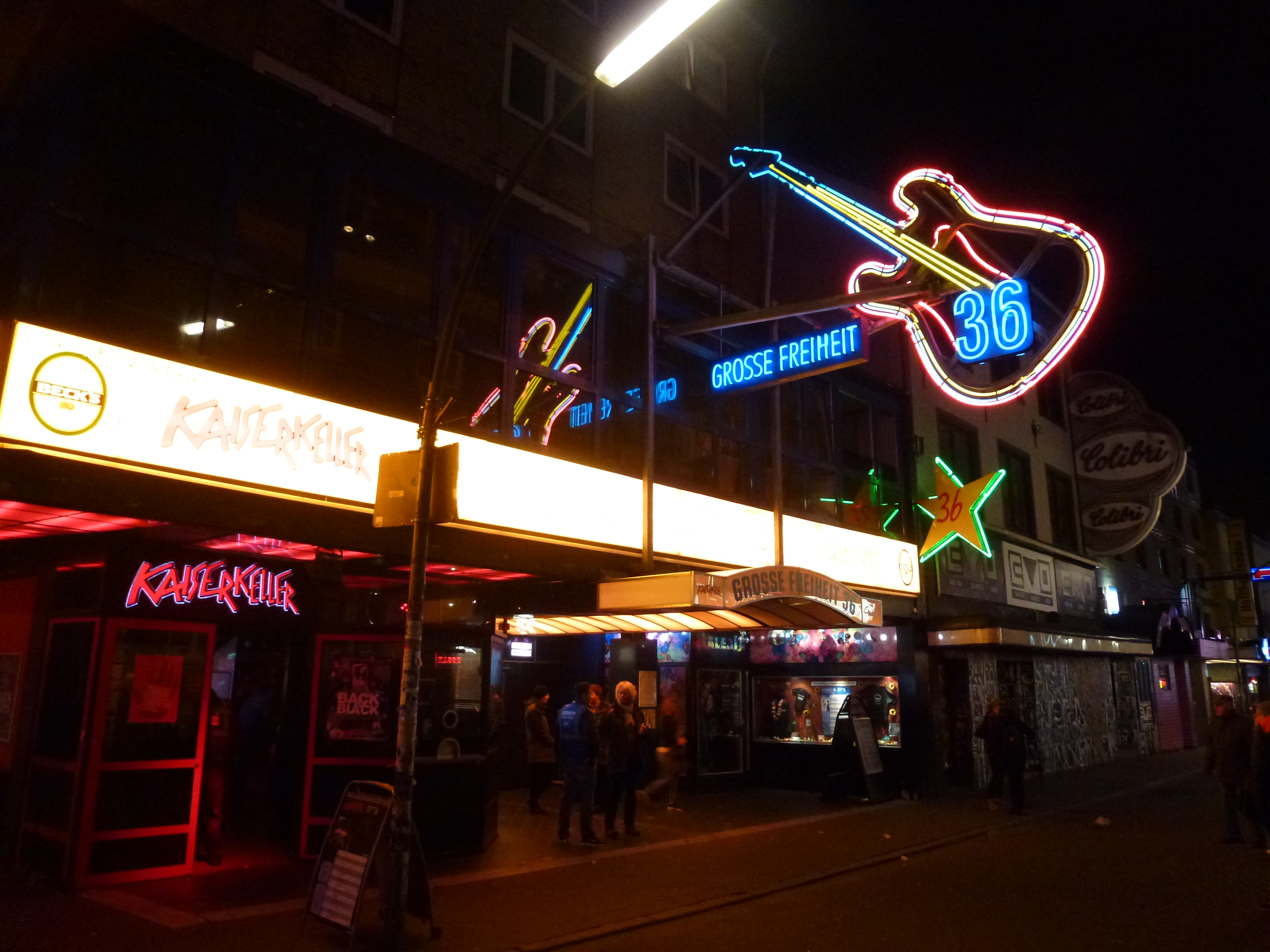
Kaiserkeller

Kaiserkeller är en nattklubb i St. Pauli, Hamburg.
Kaiserkeller öppnade 1961. The Beatles hade samma år sina första spelningar utanför England här. Klubben brann samma år, och den tyska polisen använde detta (och det faktum att George Harrison saknade arbetstillstånd i landet) som anledning att utvisa gruppen från landet.